# Hachisuka Munekazu
Hachisuka Munekazu est un nom japonais traditionnel ; le nom de famille (ou le nom d'école), Hachisuka, précède donc le prénom (ou le nom d'artiste).
Hachisuka Munekazu (蜂須賀 宗員, né le 10 septembre 1709, mort le 10 septembre 1735) est un daimyo de la période Edo qui a gouverné le domaine de Tokushima. Son titre de cour est Awa no kami.